# Épron
Épron är en kommun i departementet Calvados i regionen Normandie i norra Frankrike. Kommunen ligger i kantonen Caen 4e Canton som ligger i arrondissementet Caen. År 2022 hade Épron 1 883 invånare.

## Befolkningsutveckling
Antalet invånare i kommunen Épron
Referens: INSEE